# Campanulorchis globifera
Campanulorchis globifera é uma espécie de orquídea (Orchidaceae) do Sudeste Asiático.